# カレン (歌手)
歌恋（カレン、1993年7月3日 - ）は、日本の演歌歌手であり、元GTT倶楽部メンバー、NICE GIRL プロジェクト!の元メンバー。本名は姜 花蓮（かん かれん）。東京都出身。元サンミュージック所属（2013年9月 - 2015年11月）。母親は演歌歌手の阿部まりあ（旧名：アベマリア）。

## 略歴
- 2005年、モーニング娘。オーディション2005に応募し、落選。[3]
- 2006年、モーニング娘。HAPPY8期オーディションに二次予選まで行ったが落選。[3][4]
- 2007年3月11日、 Shibuya O-EASTにて行われた『ぁみコレ・ポッシコレ』にて、GTT倶楽部として正式にお披露目。
- 2007年6月9日、東京キネマ倶楽部にて行われたガールズ♀ギャラリーに出演。
- 2007年12月10日、「泣くなオカメちゃん」で配信デビュー。
- 2008年5月3日、NICE GIRL プロジェクト!メンバーに加入。
- 2009年6月22日より、一ヶ月間で
  1. 1000枚のCDを路上手売りし完売すること
  2. ダイエットで体重を50キロ以下に落とすこと

以上の2つを条件としてメジャーデビューを掛けたストリートライブを敢行、見事成功し2009年9月23日にビクターエンタテインメントより「泣くなオカメちゃん/未練坂」でメジャーデビューした。
- 2009年10月2日、『ちちんぷいぷい』に出演。
- 2010年7月21日、セカンドシングル「螢の娘」発売。
- 2010年9月4日、NGPライブ夜公演を持ってNGPを卒業。卒業後は引き続きTNXに籍を置く[5]。
- 2011年4月20日、サードシングル「大阪恋うた」発売。同日から7月28日まで「カレンの関西100日間武者修行」と題し、100日間で
  1. 関西で「大阪恋うた」のCDを5000枚売ること
  2. 大阪のおばちゃん500人と友達（メル友）になること

以上の2つのミッションが課せられ、クリアできなかった場合は芸名を改名しなければならなかった。同年8月7日のファイナルイベントで結果が発表され、大阪のおばちゃんの友達は584人とクリアしたが、CDの売り上げが3438枚と未達成。しかし5000枚売るまで大阪で頑張りたいという本人の直訴とファンからの声援を聞き入れ、スタッフらが協議した結果、活動継続が認められ、改名は取りやめとなった。当初は「力レン（ちから レン）」に改名される予定だった[6]。

2013年9月1日付でサンミュージックに移籍し、名前の表記が歌恋（読みは同じかれん）となった。
2014年1月8日、日本クラウン移籍第1弾シングル「栞」発売。曲も演歌から歌謡曲へ路線変更。
- 2015年11月末をもってサンミュージックを退社し、12月に活動休止を発表[2]。
- 2016年2月14日、ダンスボーカルユニットの元メンバーとの入籍を発表[2]。
- 2018年1月11日、自身のブログで昨年12月に離婚していたことを報告した。

## 人物
- 現在ピアスは右が4つ、左が5つの計9個あいている。
- 通常、NICE GIRL プロジェクト!のCDは、発売元がTNXであるが、カレンのみビクターエンタテインメント（または日本クラウン）より発売しているため、NICE GIRL プロジェクト!の公式ホームページには、カレンのCD情報が掲載されていない。
- 趣味はサッカー観戦とプロ野球観戦。サッカーはFC東京のサポーターで、プロ野球は広島東洋カープのファン[7]。
- カレンのNICE GIRL プロジェクト!加入と同時に、所属していたGTT倶楽部は消滅。同メンバーだった小塚真里奈・笹塚しおりはNICE GIRL プロジェクト!研修生となった。

## ディスコグラフィ

### シングル
1. 泣くなオカメちゃん/未練坂（2009年9月23日）
  - 「泣くなオカメちゃん」 作詞:吉田旺 作曲:市川昭介 編曲:湯浅公一 原曲歌手:紅屋おかめ(1978年)
  - 「未練坂」 作詞:つんく 作曲:つんく 編曲:近藤芳樹、真部裕
2. 螢の娘（2010年7月21日）
  - 作詞:田久保真見 作曲:つんく 編曲:鈴木豪
  - c/w「女からっ風」作詞:田久保真見 作曲:つんく 編曲:鈴木豪
3. 大阪恋うた（2011年4月20日）
  - 作詞:一堂レイ　作曲:堂山アスカ 編曲:鈴木豪
  - c/w「演歌なんか歌えない」作詞:平岡毬子 作曲:市川昭介 原曲歌手:山崎友見[8]
4. 純情花吹雪（2012年2月22日）
  - c/w「北国行きで」
5. 栞（2014年1月8日）
  - 「栞」 作詞:及川眠子 作曲:都志見隆 編曲:宮崎慎二
  - c/w「愛が少しだけ」 作詞:及川眠子 作曲:都志見隆 編曲:宮崎慎二
6. 女の純情 (2014年12月03日)
  - 「女の純情」 作詞:三浦康照 作曲:徳久広司 編曲:石倉重信
  - c/w 「梅恋恋（うめれんれん）」 作詞:山田孝雄 作曲:徳久広司 編曲:石倉重信

### アルバム
1. カレンの演歌がいっぱい（2009年12月9日）
  1. 泣くなオカメちゃん
  2. 帰ってこいよ
  3. 人生いろいろ
  4. 夜桜お七
  5. あなたにあげる
  6. 津軽海峡・冬景色
  7. 東京娘
  8. 未練坂
2. カレンの演歌がいっぱい2（2010年10月20日）
  1. 女からっ風
  2. 雨の御堂筋
  3. 京都から博多まで
  4. 喝采
  5. 矢切の渡し
  6. おんな港町
  7. みちのくひとり旅
  8. 螢の娘
3. カレンの演歌がいっぱい3（2011年11月23日）
  1. 大阪恋うた
  2. おもいで酒
  3. 道頓堀人情
  4. 想い出ぼろぼろ
  5. 北国の春
  6. 浪花節だよ人生は
  7. 演歌なんか歌えない
  8. いつでも夢を

### DVD
- カレンがいっぱい（2012年2月22日）

## 出演

### ラジオ
- カレンのときめき☆ナイスガール（2008年10月1日 - 2009年6月24日、スターデジオ）
- テリー伊藤 のってけラジオ（2009年6月 - 2010年6月23日、不定期出演→週1出演・ニッポン放送）
- カレンのオカメ日記（2009年9月6日 - 2012年3月31日、ラジオ大阪）

### 舞台
- つんく♂THEATER第四弾『あぁ 女子合唱部〜栄光のかけら〜』（2007年9月22日 - 24日、全電通ホール）
- つんく♂THEATER第五弾『青春グラフィティ〜ねえ お姉さん〜』（2008年1月2日 - 14日、石丸電気SOFT2）